# Katherine Mansfieldová
Kathleen Mansfield Murry, rozená Beauchamp (14. října 1888, Wellington – 9. ledna 1923, Fontainebleau), byla novozélandská spisovatelka.

## Život a dílo
Je považována za významnou představitelku literárního modernismu. Psala především povídky, ale i básně. V 19 letech opustila nadobro Nový Zéland a přesídlila do Londýna. Zde se dostala do okruhu modernistických spisovatelů Davida Herberta Lawrence a Virginie Woolfové. Vdala se za britského spisovatele Johna Middletona Murryho, měla však i vášnivé lesbické vztahy, které popsala ve svých denících. Během první světové války onemocněla tuberkulózou, které v roce 1923, ve svých 34 letech, podlehla. Bylo o ni natočeno několik životopisných filmů, v tom nejznámějším, natočeném režisérem Johnem Reidem roku 1985, ji ztvárnila Jane Birkinová.

## Rozhlasová zpracování
- 2005 Dcerušky nebožtíka pana plukovníka, rozhlasová dramatizace povídky The Daughters of the Late Colonel (1920), překlad: Aloys Skoumal, hráli: Barbora Hrzánová, Taťjana Medvecká, Ilja Racek, Tatiana Vilhelmová, Jaroslava Obermaierová, René Přibil a Vojtěch Hájek. Rozhlasová úprava: Alexandra Vokurková, dramaturgie: Martin Velíšek, režie: Aleš Vrzák, produkce: Dana Reichová, Český rozhlas.[3]